# 近藤洋至
近藤 洋至（こんどう ひろゆき、1984年11月15日 - ）は、日本の元ラグビー選手。現在ジャパンラグビーリーグワンコベルコ神戸スティーラーズの広報兼チームプロモーションを務めている。

## プロフィール
- 兵庫県明石市出身。
- ポジションはロック(LO)。
- 身長 193 cm、体重 112 kg
- ニックネームはエッフェル。
- 関西代表に選ばれたことがある[1]。
- U23日本代表に選ばれたことがある[2]。

## 来歴
高校1年生からラグビーを始めた
2003年、明石清水高校卒業後、立命館大学に入る。
2007年、立命館大学卒業後、神戸製鋼コベルコスティーラーズに加入。同年11月10日に行われたジャパンラグビートップリーグ第3節の三菱重工相模原ダイナボアーズ戦に途中で公式戦初出場を果たす。
2012年、神戸製鋼コベルコスティーラーズを退団した。